# Jean-Baptiste Bourguignon d'Anville

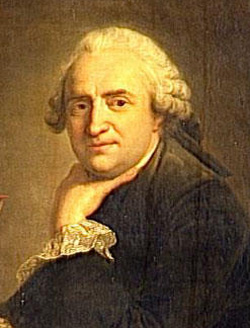
Jean-Baptiste Bourguignon d'Anville

Jean Baptiste Bourguignon d'Anville (n. 11 iulie 1697 la Paris - d. 28 ianuarie 1782) a fost un geograf și cartograf francez.
A întocmit hărți de o precizie remarcabilă pentru acea epocă, de o deosebită valoare fiind cele referitoare la regiunea Chinei.
A colaborat cu enciclopediștii Denis Diderot și Jean le Rond d'Alembert.